# Sandra Suruagy
Sandra Maria Lima Suruagy (Maceió, 17 de abril de 1963), conhecida nacionalmente como “Sandra” e internacionalmente como Sandra Suruagy é uma ex-jogadora de voleibol brasileira.
Integrou a seleção nacional que conquistou a medalha de bronze nos Jogos Olímpicos de Atlanta, em 1996, além de ser a jogadora mais veterana do Brasil a disputar esta edição. Ela também estava na seleção brasileira nos Jogos Olímpicos de Los Angeles em 1984 chegando em 7° lugar e o 6°lugar nos Jogos Olímpicos de Seul em 1988.

## Carreira
Em 1978 jogava pelo CRB, depois foi atleta da AA Supergasbas onde permaneceu de 1980 a 1988. Na jornada esportiva de 1993-94 atuou pelo  time peruano  do Club Alianza Lima na conquista do vice-campeonato da Copa Sul-Americana de Clubes Campeões que foi realizado em Medellín.
Ainda na temporada 1993-94 atuou pelo A.A.Rio Forte. nas competições do período seguinte atuou pelo  BCN/Guarujá, e foi campeã do Campeonato Paulista de 1994, além dos títulos da Copa Brasil de Clubes e da Copa Sul de Clubes, disputou o Campeonato Mundial de Clubes de 1994, realizado em São Paulo, edição na qual conquistou a medalha de bronze. E disputou a primeira edição da Superliga Brasileira A 1994-95, alcançando o vice-campeonato.
Nas jornada esportiva de 1995-96 transferiu-se para o Sollo/Tietê  alcançou o bronze na segunda edição da Superliga Brasileira A e participou na conquista da medalha de ouro no Campeonato Sul-Americano de Clubes Campeões de 1996 em Lima.
Em 1998 foi convocada pelo técnico Bernardo Rezende para disputar a edição do Grand Prix na China. No período de 1998-99 passa a ser jogadora do Rexona/Ades. No período esportivo seguinte fez parte do elenco do Vasco da Gama e sagrou-se campeã do Campeonato Carioca de 2000 e avançou a sua primeira final da Superliga Brasileira A 2000-01, conquistando nesta edição o vice-campeonato.

## Clubes
| Clube                | País   | De   | Até  |
| -------------------- | ------ | ---- | ---- |
| Iate Clube Pajuçara  | Brasil | 1978 | 1978 |
| CRB                  | Brasil | 1978 | 1983 |
| Supergasbras         | Brasil | 1983 | 1990 |
| Armazém das Fábricas | Brasil | 1990 | 1991 |
| Rio Forte            | Brasil | 1991 | 1993 |
| Club Alianza Lima    | Peru   | 1993 | 1994 |
| BCN/Guarujá          | Brasil | 1994 | 1995 |
| Sollo/Tietê          | Brasil | 1995 | 1996 |
| BCN/Osasco           | Brasil | 1996 | 1997 |
| Rexona               | Brasil | 1998 | 1999 |
| C.R. Vasco da Gama   | Brasil | 2000 | 2001 |

## Títulos e resultados
- Copa Sul-Americana de Clubes Campeões:1994[2]
- Superliga Brasileira A:1994-95[7] e 2000-01[13]
- Superliga Brasileira A:1995-96[9]
- Campeonato Carioca:2000[12]
- Copa Sul: 1994[4]
- Copa Brasil: 1994[4]
- Campeonato Paulista:1994[3]

## Premiações individuais
- Melhor Recepção da Superliga Brasileira de 1995-96[9]
- Melhor Defensora do Campeonato Mundial de Clubes de Voleibol Feminino de 1994
- Melhor Recepção da Superliga Brasileira de 1994/95
- Melhor Defensora da Liga Nacional de 1993/94
- Melhor Recepção da Liga Nacional de 1993/94